# Husmossor
Husmossor (Hylocomium) är ett släkte i familjen Hylocomiaceae, inom de egentliga bladmossorna, med två beskrivna arter: Husmossa (Hylocomium splendens) och Hylocomium interruptum. Släktet har parafyllier (hårliknande utväxter), vilket skiljer den från närstående släkten som till exempel hakmossor (Rhytidiadelphus).
Även andra arter inom Hylocomiaceae kallas på svenska husmossor, såsom västlig husmossa (Loeskeobryum brevirostre), mörk husmossa (Hylocomiastrum umbratum) och grov husmossa, även kallad nordlig husmossa (Hylocomiastrum pyrenaicum). Dessa har tidigare förts till Hylocomium, men de tillhör nu andra släkten.

## Fotnoter
1. ↑  ”Catalogue of Life 2008 Annual Checklist – Genus Hylocomium”. http://www.catalogueoflife.org/browse_taxa.php?selected_taxon=125956. Läst 29 september 2009.[död länk]